# 考氏隆胎鳚
考氏隆胎鳚（學名：Emblemaria caldwelli），為輻鰭魚綱鳚形目煙管鳚科隆胎鳚屬的一種，種名是為了紀念佛羅裡達州聖奧古斯丁海洋研究實驗室主任大衛‧考德威爾（David K. Caldwell），分布於中西大西洋巴哈馬、貝里斯、宏都拉斯與牙買加海域，深度10至30公尺，本魚體延長，頭短鈍，無刺，吻部有2條光滑的縱脊，口腔頂部兩側各有1排9-12顆牙齒，眼上有1條觸鬚，鼻孔有短鬚，無側線、無鱗片，背鰭硬棘21-23枚、背鰭軟條13-17枚，雄魚前3根硬棘尖端呈三角形隆起，臀鰭硬棘2枚、臀鰭軟條22-23枚，雄魚頭部呈鐵銹色，帶有黑色斑點，沿前鰓蓋骨後緣有4個黃色斑點，虹膜黃紅色，身體奶油色，帶有黑色斑點，尾鰭基部透明，外側黑色，背鰭呈黑色，第一鰭棘有4條白色條紋，雌魚頭部黃橙色，帶有黑色斑點，頜白色，有棕色斑點，虹膜紅色，腹部紅褐色，體乳白色，有深色圓點和橙色斑點，尾鰭透明，體長可達2.6公分，棲息在沙石底質水域，通常躲在空的蠕蟲管中，以浮游動物為食，雌魚產附著性卵，由雄魚守護魚卵，生活習性不明。